# Serica curitpennis
Serica curitpennis är en skalbaggsart som beskrevs av Leon Fairmaire 1901. Serica curitpennis ingår i släktet Serica och familjen Melolonthidae.
Artens utbredningsområde är Madagaskar. Inga underarter finns listade i Catalogue of Life.